# Корбарје
Корбарје (фр. Corbarieu) насеље је и општина у јужној Француској у региону Миди Пирене, у департману Тарн и Гарона која припада префектури Montauban.
По подацима из 2011. године у општини је живело 1659 становника, а густина насељености је износила 127,32 становника/km². Општина се простире на површини од 13,03 km². Налази се на средњој надморској висини од 70 метара (максималној 213 m, а минималној 75 m).

## Демографија
| 1962. | 1968. | 1975. | 1982. | 1990. | 1999. | 2011. |
| ----- | ----- | ----- | ----- | ----- | ----- | ----- |
| 495   | 668   | 973   | 1.054 | 1.209 | 1.288 | 1.659 |

График промене броја становника у току последњих година